# Kolebki
Kolebki is een plaats in het Poolse district  Koniński, woiwodschap Groot-Polen. De plaats maakt deel uit van de gemeente Ślesin en telt 180 inwoners.